# Sensul iubirii
Sensul iubirii este un volum de poezii al poetului român Nichita Stănescu, publicat în 1960 la E.S.P.L.A., în colecția „Luceafărul”. Sensul iubirii este volumul de debut editorial al poetului, debutul absolut producându-se în revistele „Tribuna”, nr. 6, din 17 martie 1957, și în „Gazeta literară”, nr. 12, din 21 martie 1957. 
Volumul Sensul iubirii pleacă la tipar la sfârșitul anului 1960 și va ieși în ianuarie 1961. Cartea primește cronici pozitive chiar înainte de apariție, fiind întâmpinat de articole semnate de Matei Călinescu, Maria Banuș, Nina Cassian, Paul Georgescu, Eugen Simion, Ovid S. Crohmălniceanu.

## Cuprins
Volumul cuprinde următoarele poezii:
- Cântec („C-un gând foșnesc toți arborii mai pur”)
- Adolescență („Tu ești cântecul meu de izbândă”)
- Internaționala („Nu s-a arătat nici o cometă la nașterea lui”)
- Câmp nou
- Câmpie, primăvara
- Mister de băieți
- Pe câmpul de piatră
- Scurtă baladă
- Joc cu avioane
- Sfârșit de bombardament
- Pădure arsă
- Când soarele viu...
- Dimineață marină
- Ultima zi de ocupație
- Cântec de dragoste la marginea mării
- Până târziu, așteptând o fată...
- Joc de unu
- Marină
- Avertisment
- Unui fascist
- Meditație de iarnă
- Lui Wotan
- Dans pe tobe
- Coroană („La capătul străzilor”)
- Sirena lui Roaită
- O viziune a păcii
- Cântec („S-a fărâmat tăcerea lumii, apăsătoare, tristă”)
- Oraș în creștere
- Nu vă jucați cu pacea!
- Cântec („Când treci, zveltă și fragedă, odată cu zorile”)
- Dimineața logodnicilor
- Deodată am auzit ploaia venind...
- Lună în câmp
- Cântec de iarnă
- Vitraliu („Umbra ta, lovindu-se de ziduri”)
- După o zi de muncă
- Meditație de seară
- Cor pentru rachetă
- După înălțarea zidurilor
- Cântec de protest
- Pentru liniștea somnului
- Somnul stadionului
- Joc de seară
- O călărire în zori
- Imn
- Cântec despre adolescența eroului
- Cântec („Trec, șfichiuind scara înaltă cu tuiul”)
- Credo

Conform unui interviu luat la Televiziunea Română,, Nichita Stănescu a afirmat următoarele despre volumul său de debut:
| “ | Sensul iubirii a fost cartea cea mai minunată din viața mea. În primul rând, pentru că ea a apărut foarte târziu. A fost un debut târziu. În al doilea rând, pentru că nu a fost un debut adevărat. În clipa în care ea mi-a apărut, era mult mai puțin talentată decât imi imaginam eu că sunt. Și era mult mai puțin adevărată decât puteam eu să o fac. Dar, în fine, a fost un act de crispare. Orice debut este întrucâtva și un act de crispare. Eh ... Sensul iubirii este ca și primul sărut, într-un fel, ... absolut stângaci și fără consecințe. | ” |